# Mekhelta
Mekhelta (en rus: Мехельта) és un poble del Daguestan, a Rússia, que en el cens del 2010 tenia 3.314 habitants. És seu del districte rural homònim.